# Патрік Шварценеггер

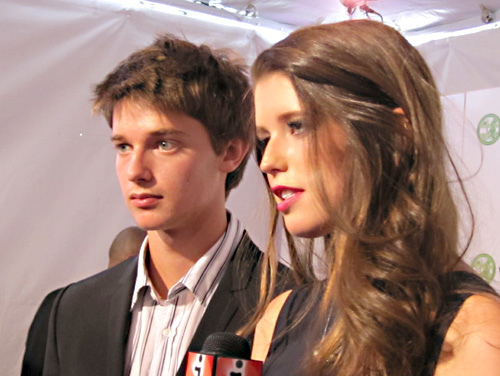
Патрік і Кетрін 27 жовтня 2010 р.

Патрік Арнольд Шрайвер Шварценеггер (англ. Patrick Arnold Shriver Schwarzenegger; нар. 18 вересня 1993, Лос-Анджелес, Каліфорнія, США) — американський актор, фотомодель і підприємець, син Арнольда Шварценеггера і Марії Шрайвер.

## Біографія

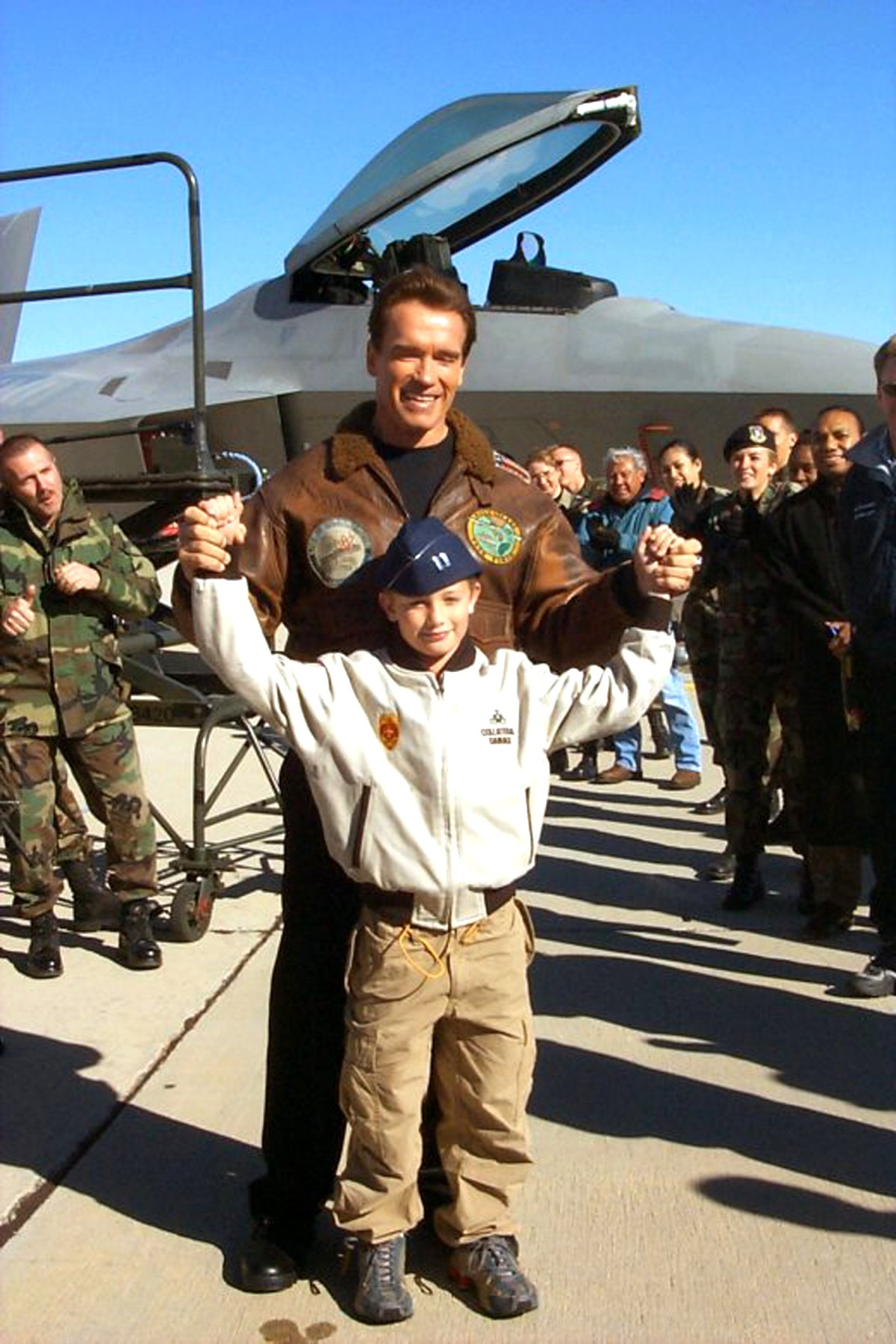
Патрік з батьком у 2002 році

Патрік Шварценеггер народився 18 вересня 1993 року в Лос-Анджелесі (США) в сім'ї всесвітньо відомого культуриста й актора, що пізніше став губернатором Каліфорнії Арнольда Шварценеггера, і журналістки та публицистки Марії Шрайвер. У Патріка є дві старші сестри — Кетрін (р. 1989) і Крістіна Марія Аврелія (р. 1991), молодший брат Крістофер Сарджент (р. 1997) і єдинокровний брат Джозеф Баена (р. 1997).
Арнольд Шварценеггер суворо виховував дітей, але з початком своєї політичної кар'єри на посаді губернатора Каліфорнії став приділяти дітям менше часу. Після зізнання батька про інтригу з домробітницею і подальшого розлучення батьків Патрік, можливо, змінив прізвище Шварценеггер на прізвище матері, але офіційного підтвердження не надійшло. Однак на своїй сторінці у Твіттері він поміняв Патрік Шварценеггер на Патрік Шрайвер.
У червні 2012 року закінчив Брентвудську школу. Восени 2012 року Шварценеггер розпочав навчання в Університеті Південної Каліфорнії.

## Особисте життя
Патріку приписували роман зі співачкою Тейлор Свіфт після спільного проведення Дня Незалежності США у 2012 році, але незабаром з'ясувалося, що це був не він, а його брат.
Восени 2014 року став зустрічатися зі співачкою Майлі Сайрус. У квітні 2015 року Майлі і Патрік розлучилися.

## Кар'єра
У 15 років Патрік за допомогою батьків заснував свою компанію Project360 з виробництва чоловічого одягу. Також у Шварценеггера контракт з модельним агентством L. A. Models.
Влітку 2011 року Патрік, виступивши в якості моделі, став обличчям бренду Hudson Jeans. Білборди із зображенням Патріка, який рекламує джинси, з'явилися на бульварі Сансет і в інших місцях Лос-Анджелеса і припали до душі місцевим жителям.
Першою важливою роллю Патріка Шварценеггера в кіно стала роль у фільмі «Однокласники 2».
У 2013 році знявся в кліпі Аріани Ґранде і Big Sean Right there.
У 2018 Патрік Шварценеггер зіграв головну роль у романтичній драмі «Опівнічне сонце» разом з Беллою Торн.

## Фільмографія
| Рік  |   | Українська назва    | Оригінальна назва                      | Роль                      |
| ---- | - | ------------------- | -------------------------------------- | ------------------------- |
| 2006 | ф | Запасні гравці      | The Benchwarmers                       | Джок Кід, гра №3          |
| 2012 | ф | Застряг у коханні   | Stuck in Love                          | Глен                      |
| 2013 | ф | Однокласники 2      | Grown Ups 2                            | Купер, хлопець з братства |
| 2015 | ф | Скаути проти зомбі  | Scout's Guide to the Zombie Apocalypse | Джефф                     |
| 2015 | с | Королеви крику      | Scream Queens                          | Тед Редвелл               |
| 2016 | ф | Дорога Елеонора     | Dear Eleanor                           | Бад                       |
| 2017 | ф | На північ           | Go North                               | Калеб                     |
| 2017 | с | Довга дорога додому | The Long Road Home                     | сержант Бен Хейхёрст      |
| 2018 | ф | Опівнічне сонце     | Midnight Sun                           | Чарлі                     |
| 2019 | ф |                     | Daniel Isn't Real                      | Даніель                   |
| 2020 | ф |                     | Echo Boomers                           | Ленс                      |
| 2021 | ф |                     | Moxie                                  | Мітчелл Вілсон            |
| 2022 | с | Сходи               | The Staircase                          | Тодд Петерсон             |
| 2022 | с | Список смертників   | The Terminal List                      | Донні Мітчелл             |
| 2023 | с | Покоління V         | Gen V                                  | Люк Ріордан               |
| 2024 | с | Секретний рівень    | Secret Level                           | The Kid                   |